# 黃善熙
黃善熙（韓語：황선희，1986年8月15日—），韓國女演員。

## 出演作品

### 電視劇
- 2011年：SBS《Sign》飾演 姜舒妍
- 2011年：SBS《城市獵人》飾演 陳世熙
- 2012年：KBS《暴力羅曼史》飾演 吳洙櫻
- 2012年：KBS《愛情啊愛情啊》飾演 洪勝熙
- 2013年：MBC《百年的遺產》飾演 恩雪（客串）
- 2013年：SBS《主君的太陽》飾演 漢娜·布朗
- 2013年：KBS《乘著歌聲的愛情》飾演 孔秀林
- 2015年：KBS《蒙面檢察官》飾演 徐麗娜
- 2016年：MBC《再一次 Happy Ending》飾演 禹妍秀
- 2018年：KBS《Lovely Horribly》飾演 金羅妍
- 2018年：MBC《我的愛情治癒記》飾演 高允慶
- 2019年：tvN《精神病患者日記》飾演 趙宥真
- 2021年：JTBC《孔雀都市》

### 電影
- 2018年：《Pension : 危險的邂逅》
- 2022年：《局中局》

### 音樂劇
- 《Radio Star》

## 主持
- Channel [V]《STYLE》

## 外部連結
- NAVER搜索 （页面存档备份，存于）